# 레지스터 스프링
컴퓨터 보안에서 레지스터 스프링(register spring)은 트램펄린의 한 종류이다. 이것은 콜 스택에 위치한 익스플로잇으로서 DLL이나 정적 프로그램 바이너리 내에서 제어 흐름을 존재하는 코드로 안내하는 가짜 반환 포인터 또는 SEH 포인터이다. 이 대상 코드는 결과적으로, 익스플로잇에 의해서 미리 준비된 적절한 프로세서 레지스터가 페이로드 코드가 어디서 시작하는지를 가리키는 곳으로의 "CALL EBX"이나 "JMP ESP" 같은 call 또는 jump로 이루어진다.